# Hockey Pro League 2024/25 (vrouwen)
De Hockey Pro League 2024/25 voor vrouwen was de zesde editie van de Hockey Pro League, een internationaal hockeytoernooi voor landenteams dat wordt georganiseerd door de Internationale Hockeyfederatie (FIH). Het toernooi ging van start op 30 november 2024 en liep tot 29 juni 2025.

## Opzet
Evenals het vorige seizoen werden er geen uit- en thuiswedstrijden gespeeld, maar een reeks "minitoernooien" waarbij een aantal landenteams op een plaats samenkomen en elk team twee keer uitkomt tegen de andere teams.
Per wedstrijd levert een overwinning drie punten op. Bij een gelijke stand aan het eind van de reguliere speeltijd krijgen beide teams een punt en wordt door middel van een shoot-out bepaald welk team een extra punt behaalt. Het team dat in het eindklassement bovenaan eindigt wordt winnaar van de Hockey Pro League en ontvangt een startbewijs voor het wereldkampioenschap 2026 in België en Nederland. Mocht een gastland van het WK 2026 winnaar zijn, dan gaat het startbewijs naar het eerstvolgende ongeplaatste team in het eindklassement. Het team dat in het eindklassement op de laatste plaats eindigt, degradeert naar de Hockey Nations Cup.

## Deelnemende landen
Als winnaar van de Hockey Nations Cup promoveerde Spanje naar de Pro League en vervangt de Verenigde Staten dat vorige seizoen als laatste eindigde en degradeerde.
- Argentinië
- Australië
- België
- China
- Duitsland
- Engeland
- India
- Nederland
- Spanje

## Stand
| Pos | Team           | Wed | W  | WNS | VNS | V  | GV | GT | GS  | Ptn | Kwalificatie of degradatie    |
| --- | -------------- | --- | -- | --- | --- | -- | -- | -- | --- | --- | ----------------------------- |
| 1   | Nederland      | 16  | 13 | 1   | 1   | 1  | 69 | 22 | +47 | 42  |                               |
| 2   | Argentinië (Q) | 16  | 9  | 3   | 1   | 3  | 36 | 20 | +16 | 34  | Gekwalificeerd voor WK 2026   |
| 3   | België         | 16  | 9  | 1   | 3   | 3  | 42 | 23 | +19 | 32  |                               |
| 4   | China          | 16  | 8  | 1   | 2   | 5  | 34 | 28 | +6  | 28  |                               |
| 5   | Australië      | 16  | 6  | 1   | 0   | 9  | 29 | 40 | −11 | 20  |                               |
| 6   | Spanje         | 16  | 6  | 1   | 0   | 9  | 22 | 49 | −27 | 20  |                               |
| 7   | Duitsland      | 16  | 4  | 1   | 2   | 9  | 30 | 35 | −5  | 16  |                               |
| 8   | Engeland       | 16  | 4  | 1   | 0   | 11 | 20 | 44 | −24 | 14  |                               |
| 9   | India          | 16  | 2  | 1   | 2   | 11 | 22 | 43 | −21 | 10  | Gedegradeerd naar Nations Cup |

### Resultaten
Alle tijden zijn lokaal.
| 30 november 2024 19:30 |         |                           |                                                                                                   |
| China                  | 2–2     | België                    | Gongshu Canal Sports Park Stadium, Hangzhou Scheidsrechters: Lim Hong-Zhen (SGP) Cookie Tan (SGP) |
| Xu 20' Zou 32'         | verslag | Struijk 50' Englebert 58' | Gongshu Canal Sports Park Stadium, Hangzhou Scheidsrechters: Lim Hong-Zhen (SGP) Cookie Tan (SGP) |
| Shoot-out              |         |                           | Gongshu Canal Sports Park Stadium, Hangzhou Scheidsrechters: Lim Hong-Zhen (SGP) Cookie Tan (SGP) |
| Li H. Zhang Y. Fan Dan | 4–1     | Rasir Marien Blockmans    | Gongshu Canal Sports Park Stadium, Hangzhou Scheidsrechters: Lim Hong-Zhen (SGP) Cookie Tan (SGP) |

| 1 december 2024 19:30 |         |           |                                                                                                   |
| China                 | 2–1     | Engeland  | Gongshu Canal Sports Park Stadium, Hangzhou Scheidsrechters: Deepak Joshi (IND) Rama Potnis (IND) |
| Zhang 9' Yu 39'       | verslag | Manton 1' | Gongshu Canal Sports Park Stadium, Hangzhou Scheidsrechters: Deepak Joshi (IND) Rama Potnis (IND) |

| 2 december 2024 19:30 |         |                            | |
| België                | 1–3     | Engeland                   | Gongshu Canal Sports Park Stadium, Hangzhou Scheidsrechters: Lim Hong-Zhen (SGP) Rama Potnis (IND) |
| Blockmans 41'         | verslag | Bingham 2', 32' Bourne 58' | Gongshu Canal Sports Park Stadium, Hangzhou Scheidsrechters: Lim Hong-Zhen (SGP) Rama Potnis (IND) |

| 3 december 2024 19:30 |         |                            |                                                                                                   |
| China                 | 1–2     | België                     | Gongshu Canal Sports Park Stadium, Hangzhou Scheidsrechters: Deepak Joshie (IND) Cookie Tan (SGP) |
| Liu 57'               | verslag | Schreurs 39' Blockmans 46' | Gongshu Canal Sports Park Stadium, Hangzhou Scheidsrechters: Deepak Joshie (IND) Cookie Tan (SGP) |

| 4 december 2024 19:30                         |         |          | |
| China                                         | 4–0     | Engeland | Gongshu Canal Sports Park Stadium, Hangzhou Scheidsrechters: Lim Hong-Zhen (SGP) Deepak Joshi (IND) |
| Chen Ya. 17' Zhang Y. 24' He 28' Chen Yu. 55' | verslag |          | Gongshu Canal Sports Park Stadium, Hangzhou Scheidsrechters: Lim Hong-Zhen (SGP) Deepak Joshi (IND) |

| 5 december 2024 19:30  |         |                                                                                        |                                                                                                 |
| Engeland               | 2–8     | België                                                                                 | Gongshu Canal Sports Park Stadium, Hangzhou Scheidsrechters: Cookie Tan (SGP) Rama Potnis (IND) |
| Crowson 15' Giglio 25' | verslag | Blockmans 29' Rasir 32' Vanden Borre 41', 58' Bonami 45+' Moors 52' Englebert 57', 59' | Gongshu Canal Sports Park Stadium, Hangzhou Scheidsrechters: Cookie Tan (SGP) Rama Potnis (IND) |

| 10 december 2024 19:00             |         |                                            | |
| Argentinië                         | 2–2     | Duitsland                                  | Polideportivo Provincial, Santiago del Estero Scheidsrechters: Victoria Pazos (PAR) Pauline Cuypers (BEL) |
| Larsen 8' Jankunas 47'             | verslag | Krings 37' Strauss 58'                     | Polideportivo Provincial, Santiago del Estero Scheidsrechters: Victoria Pazos (PAR) Pauline Cuypers (BEL) |
| Shoot-out                          |         |                                            | Polideportivo Provincial, Santiago del Estero Scheidsrechters: Victoria Pazos (PAR) Pauline Cuypers (BEL) |
| Díaz Jankunas Cairó Pisthon Alonso | 3–2     | Stoffelsma Schwabe Strauss Weidemann Nolte | Polideportivo Provincial, Santiago del Estero Scheidsrechters: Victoria Pazos (PAR) Pauline Cuypers (BEL) |

| 11 december 2024 19:00 |         |                                                 | |
| Duitsland              | 1–6     | Nederland                                       | Polideportivo Provincial, Santiago del Estero Scheidsrechters: Jonathan Altamirano (MEX) Victoria Pazos (PAR) |
| Nolte 52'              | verslag | Moes 17', 54' Matla 30', 50' Y. Jansen 41', 49' | Polideportivo Provincial, Santiago del Estero Scheidsrechters: Jonathan Altamirano (MEX) Victoria Pazos (PAR) |

| 12 december 2024 19:00       |         |                                          | |
| Argentinië                   | 2–3     | Nederland                                | Polideportivo Provincial, Santiago del Estero Scheidsrechters: Pauline Cuypers (BEL) Benjamin Peters (USA) |
| Bruggesser 26' Gorzelany 45' | verslag | Fokke 13' Y. Jansen 20' Van der Elst 44' | Polideportivo Provincial, Santiago del Estero Scheidsrechters: Pauline Cuypers (BEL) Benjamin Peters (USA) |

| 13 december 2024 19:00                |         |                                     | |
| Argentinië                            | 1–1     | Duitsland                           | Polideportivo Provincial, Santiago del Estero Scheidsrechters: Tyler Klenk (CAN) Jonathan Altamirano (MEX) |
| Bruggesser 28'                        | verslag | Schwabe 1'                          | Polideportivo Provincial, Santiago del Estero Scheidsrechters: Tyler Klenk (CAN) Jonathan Altamirano (MEX) |
| Shoot-out                             |         |                                     | Polideportivo Provincial, Santiago del Estero Scheidsrechters: Tyler Klenk (CAN) Jonathan Altamirano (MEX) |
| Díaz Jankunas Bruggesser Cairó Alonso | 4–5     | Frerichs Schwabe Strauss Nolte Kurz | Polideportivo Provincial, Santiago del Estero Scheidsrechters: Tyler Klenk (CAN) Jonathan Altamirano (MEX) |

| 14 december 2024 19:00                |         |           | |
| Nederland                             | 4–1     | Duitsland | Polideportivo Provincial, Santiago del Estero Scheidsrechters: Victoria Pazos (PAR) Pauline Cuypers (BEL) |
| Matla 21' Y. Jansen 47' Moes 53', 57' | verslag | Kurz 25'  | Polideportivo Provincial, Santiago del Estero Scheidsrechters: Victoria Pazos (PAR) Pauline Cuypers (BEL) |

| 15 december 2024 19:00              |         |                            | |
| Argentinië                          | 3–2     | Nederland                  | Polideportivo Provincial, Santiago del Estero Scheidsrechters: Victoria Pazos (PAR) Pauline Cuypers (BEL) |
| Díaz 5' Castellaro 52' Granatto 58' | verslag | Van der Elst 5' Winter 53' | Polideportivo Provincial, Santiago del Estero Scheidsrechters: Victoria Pazos (PAR) Pauline Cuypers (BEL) |

| 4 februari 2024 19:30 |         |                                        |                                                                                      |
| China                 | 2–2     | Spanje                                 | Sydney Olympic Park, Sydney Scheidsrechters: Amber Church (NZL) Minami Inamoto (JPN) |
| Dan 33' Ou 43'        | verslag | F. Amundson 35' Giné 59'               | Sydney Olympic Park, Sydney Scheidsrechters: Amber Church (NZL) Minami Inamoto (JPN) |
| Shoot-out             |         |                                        | Sydney Olympic Park, Sydney Scheidsrechters: Amber Church (NZL) Minami Inamoto (JPN) |
| Zou Li H. Fan Dan He  | 2–3     | Segú Agulló Giné P. Jiménez L. Jiménez | Sydney Olympic Park, Sydney Scheidsrechters: Amber Church (NZL) Minami Inamoto (JPN) |

| 5 februari 2024 19:30                            |         |             |                                                                                      |
| Australië                                        | 4–1     | Spanje      | Sydney Olympic Park, Sydney Scheidsrechters: Liu Xiaoying (CHN) Katrina Turner (NZL) |
| J. Smith 8' Squibb 35' Schonell 40' Williams 59' | verslag | Álvarez 24' | Sydney Olympic Park, Sydney Scheidsrechters: Liu Xiaoying (CHN) Katrina Turner (NZL) |

| 6 februari 2024 19:30       |         |                             |                                                                                   |
| Australië                   | 2–2     | China                       | Sydney Olympic Park, Sydney Scheidsrechters: Amber Church (NZL) You Hyo-sik (KOR) |
| Colwill 15' Schonell 16'    | verslag | Tan J. 28', 56'             | Sydney Olympic Park, Sydney Scheidsrechters: Amber Church (NZL) You Hyo-sik (KOR) |
| Shoot-out                   |         |                             | Sydney Olympic Park, Sydney Scheidsrechters: Amber Church (NZL) You Hyo-sik (KOR) |
| Hayes Wilson Young Schonell | 2–1     | Ou Liu C. Li H. Zou Chen Yi | Sydney Olympic Park, Sydney Scheidsrechters: Amber Church (NZL) You Hyo-sik (KOR) |

| 7 februari 2024 19:30 |         |                       |                                                                                         |
| Spanje                | 2–3     | China                 | Sydney Olympic Park, Sydney Scheidsrechters: David Tomlinson (NZL) Minami Inamoto (JPN) |
| Álvarez 3' Mejías 45' | verslag | Tan J. 6', 59' Ou 57' | Sydney Olympic Park, Sydney Scheidsrechters: David Tomlinson (NZL) Minami Inamoto (JPN) |

| 8 februari 2024 19:30            |         |             |                                                                                        |
| Australië                        | 3–1     | Spanje      | Sydney Olympic Park, Sydney Scheidsrechters: Minami Imamoto (JPN) Katrina Turner (NZL) |
| J. Smith 10' Hayes 40' Young 49' | verslag | Rogoski 14' | Sydney Olympic Park, Sydney Scheidsrechters: Minami Imamoto (JPN) Katrina Turner (NZL) |

| 9 februari 2024 19:30 |         |                          |                                                                                      |
| Australië             | 1–3     | China                    | Sydney Olympic Park, Sydney Scheidsrechters: Amber Church (NZL) Katrina Turner (NZL) |
| Squibb 21'            | verslag | Yu 15' Hao 17' Li H. 20' | Sydney Olympic Park, Sydney Scheidsrechters: Amber Church (NZL) Katrina Turner (NZL) |

| 15 februari 2024 15:00 |         |                         |                                                                                       |
| Duitsland              | 1–2     | Spanje                  | Kalinga Stadium, Bhubaneswar Scheidsrechters: Bevan Nichol (NZL) Tamara Leonard (AUS) |
| Schwabe 44'            | verslag | Petchamé 35' Agulló 59' | Kalinga Stadium, Bhubaneswar Scheidsrechters: Bevan Nichol (NZL) Tamara Leonard (AUS) |

| 15 februari 2024 17:15               |         |                         |                                                                                         |
| India                                | 3–2     | Engeland                | Kalinga Stadium, Bhubaneswar Scheidsrechters: Rawi Anbananthan (MAS) Wanri Venter (RSA) |
| Vaishnavi 6' Deepika 25' Navneet 59' | verslag | Bourne 12' Crackles 58' | Kalinga Stadium, Bhubaneswar Scheidsrechters: Rawi Anbananthan (MAS) Wanri Venter (RSA) |

| 16 februari 2024 15:00 |         |             |                                                                                          |
| Spanje                 | 2–1     | Duitsland   | Kalinga Stadium, Bhubaneswar Scheidsrechters: Junko Wagatsuma (JPN) Ahmed El-Sayed (EGY) |
| Rogoski 5' Molina 38'  | verslag | Kresken 12' | Kalinga Stadium, Bhubaneswar Scheidsrechters: Junko Wagatsuma (JPN) Ahmed El-Sayed (EGY) |

| 16 februari 2024 17:15                                       |         |                                                              |                                                                                           |
| India                                                        | 2–2     | Engeland                                                     | Kalinga Stadium, Bhubaneswar Scheidsrechters: Annelize Rostron (RSA) Tamara Leonard (AUS) |
| Navneet 53' Rutuja 57'                                       | verslag | Gillott 40' Howard 56'                                       | Kalinga Stadium, Bhubaneswar Scheidsrechters: Annelize Rostron (RSA) Tamara Leonard (AUS) |
| Shoot-out                                                    |         |                                                              | Kalinga Stadium, Bhubaneswar Scheidsrechters: Annelize Rostron (RSA) Tamara Leonard (AUS) |
| Navneet Salima Sunelita Lalremsiami Neha Navneet Lalremsiami | 1–2     | Howard Bourne S. Hamilton Crackles Walker Howard S. Hamilton | Kalinga Stadium, Bhubaneswar Scheidsrechters: Annelize Rostron (RSA) Tamara Leonard (AUS) |

| 18 februari 2024 17:15            |         |                                              |                                                                                           |
| India                             | 3–4     | Spanje                                       | Kalinga Stadium, Bhubaneswar Scheidsrechters: Timothy Sheahan (AUS) Junko Wagatsuma (JPN) |
| Baljeet 19' Sakshi 38' Rutuja 45' | verslag | Rogoski 21' Petchamé 25', 49' L. Jiménez 52' | Kalinga Stadium, Bhubaneswar Scheidsrechters: Timothy Sheahan (AUS) Junko Wagatsuma (JPN) |

| 19 februari 2024 19:30 |         |          |                                                                                         |
| India                  | 0–1     | Spanje   | Kalinga Stadium, Bhubaneswar Scheidsrechters: Tamara Leonard (AUS) Ahmed El-Sayed (EGY) |
|                        | verslag | Segú 49' | Kalinga Stadium, Bhubaneswar Scheidsrechters: Tamara Leonard (AUS) Ahmed El-Sayed (EGY) |

| 19 februari 2024 21:30 |         |                                    | |
| Argentinië             | 2–3     | België                             | Polideportivo Provincial, Santiago del Estero Scheidsrechters: Sophie Bockelmann (GER) Maggie Giddens (USA) |
| Gorzelany 10', 24'     | verslag | Vanden Borre 27', 40' Gerniers 33' | Polideportivo Provincial, Santiago del Estero Scheidsrechters: Sophie Bockelmann (GER) Maggie Giddens (USA) |

| 20 februari 2024 21:30      |         |              | |
| Argentinië                  | 2–1     | Australië    | Polideportivo Provincial, Santiago del Estero Scheidsrechters: Sophie Bockelmann (GER) Raphaël Adrien (GER) |
| Bruggesser 7' Gorzelany 14' | verslag | J. Smith 48' | Polideportivo Provincial, Santiago del Estero Scheidsrechters: Sophie Bockelmann (GER) Raphaël Adrien (GER) |

| 21 februari 2024 15:30 |         |                                                         |                                                                                          |
| Engeland               | 1–5     | Nederland                                               | Kalinga Stadium, Bhubaneswar Scheidsrechters: Tamara Leonard (AUS) Timothy Sheahan (AUS) |
| O. Hamilton 57'        | verslag | Burg 27' Dicke 33' Fokke 37' Matla 38' Van der Elst 50' | Kalinga Stadium, Bhubaneswar Scheidsrechters: Tamara Leonard (AUS) Timothy Sheahan (AUS) |

| 21 februari 2024 17:15 |         |                                             |                                                                                        |
| India                  | 0–4     | Duitsland                                   | Kalinga Stadium, Bhubaneswar Scheidsrechters: Junko Wagatsuma (JPN) Bevan Nichol (NZL) |
|                        | verslag | Wortmann 3' Schwabe 18', 47' Hachenberg 59' | Kalinga Stadium, Bhubaneswar Scheidsrechters: Junko Wagatsuma (JPN) Bevan Nichol (NZL) |

| 21 februari 2024 21:30 |         |                      | |
| Australië              | 1–2     | België               | Polideportivo Provincial, Santiago del Estero Scheidsrechters: Maggie Giddens (USA) Darren Hubach (RSA) |
| Williams 55'           | verslag | Ballenghien 16', 43' | Polideportivo Provincial, Santiago del Estero Scheidsrechters: Maggie Giddens (USA) Darren Hubach (RSA) |

| 22 februari 2024 15:30                                               |         |          |                                                                                          |
| Nederland                                                            | 6–0     | Engeland | Kalinga Stadium, Bhubaneswar Scheidsrechters: Junko Wagatsuma (JPN) Ahmed El-Sayed (EGY) |
| Veen 2' Burg 35' Van der Elst 39' Albers 45' Matla 50' E. Jansen 54' | verslag |          | Kalinga Stadium, Bhubaneswar Scheidsrechters: Junko Wagatsuma (JPN) Ahmed El-Sayed (EGY) |

| 22 februari 2024 17:15 |         |           |                                                                                       |
| India                  | 1–0     | Duitsland | Kalinga Stadium, Bhubaneswar Scheidsrechters: Tamara Leonard (AUS) Wanri Venter (RSA) |
| Deepika 12'            | verslag |           | Kalinga Stadium, Bhubaneswar Scheidsrechters: Tamara Leonard (AUS) Wanri Venter (RSA) |

| 22 februari 2024 21:30               |         |                                        | |
| Argentinië                           | 0–0     | België                                 | Polideportivo Provincial, Santiago del Estero Scheidsrechters: Maggie Giddens (USA) Sean Edwards (ENG) |
|                                      | verslag |                                        | Polideportivo Provincial, Santiago del Estero Scheidsrechters: Maggie Giddens (USA) Sean Edwards (ENG) |
| Shoot-out                            |         |                                        | Polideportivo Provincial, Santiago del Estero Scheidsrechters: Maggie Giddens (USA) Sean Edwards (ENG) |
| Díaz Bruggesser Gorzelany Albertario | 2–0     | Dewaet Ballenghien D. Marien Englebert | Polideportivo Provincial, Santiago del Estero Scheidsrechters: Maggie Giddens (USA) Sean Edwards (ENG) |

| 23 februari 2024 21:30      |         |             | |
| Argentinië                  | 2–1     | Australië   | Polideportivo Provincial, Santiago del Estero Scheidsrechters: Sophie Bockelmann (GER) Maggie Giddens (USA) |
| Gorzelany 6' Bruggesser 22' | verslag | J. Smith 5' | Polideportivo Provincial, Santiago del Estero Scheidsrechters: Sophie Bockelmann (GER) Maggie Giddens (USA) |

| 24 februari 2024 17:15 |         |                                             |                                                                                         |
| India                  | 2–4     | Nederland                                   | Kalinga Stadium, Bhubaneswar Scheidsrechters: Ahmed El-Sayed (EGY) Tamara Leonard (AUS) |
| Udita 18', 42'         | verslag | Reijnen 7' Albers 34', 47' Van der Elst 40' | Kalinga Stadium, Bhubaneswar Scheidsrechters: Ahmed El-Sayed (EGY) Tamara Leonard (AUS) |

| 24 februari 2024 21:30                       |         |                           | |
| België                                       | 3–2     | Australië                 | Polideportivo Provincial, Santiago del Estero Scheidsrechters: Sophie Bockelmann (GER) Raphaël Adrien (GER) |
| Ballenghien 1' Gerniers 24' Vanden Borre 28' | verslag | Williams 43' Schonell 56' | Polideportivo Provincial, Santiago del Estero Scheidsrechters: Sophie Bockelmann (GER) Raphaël Adrien (GER) |

| 25 februari 2024 17:15        |         |                                       |                                                                                            |
| India                         | 2–2     | Nederland                             | Kalinga Stadium, Bhubaneswar Scheidsrechters: Annelize Rostron (RSA) Junko Wagatsuma (JPN) |
| Deepika 35' Baljeet 43'       | verslag | Sanders 17' Van der Elst 28'          | Kalinga Stadium, Bhubaneswar Scheidsrechters: Annelize Rostron (RSA) Junko Wagatsuma (JPN) |
| Shoot-out                     |         |                                       | Kalinga Stadium, Bhubaneswar Scheidsrechters: Annelize Rostron (RSA) Junko Wagatsuma (JPN) |
| Deepika Dungdung Khan Baljeet | 2–1     | Sanders Veen Van der Elst Fokke Dicke | Kalinga Stadium, Bhubaneswar Scheidsrechters: Annelize Rostron (RSA) Junko Wagatsuma (JPN) |

| 7 juni 2024 11:00 |         |                                                                       |                                                                                      |
| Spanje            | 0–6     | Argentinië                                                            | Estadio Betero, Valencia Scheidsrechters: Rebecca Edwards (ENG) Daniël Veerman (NED) |
|                   | verslag | Díaz 4' Bruggesser 24' Gorzelany 26', 58' V. Granatto 29' Pisthón 50' | Estadio Betero, Valencia Scheidsrechters: Rebecca Edwards (ENG) Daniël Veerman (NED) |

| 7 juni 2024 13:30                                                     |         |              |                                                                                          |
| Nederland                                                             | 8–1     | Australië    | Wagener-stadion, Amsterdam Scheidsrechters: Magali Sergeant (BEL) Michael Dutrieux (BEL) |
| Jansen 2', 43', 47' Sanders 18' Veen 45' Burg 46' Matla 54' Fokke 58' | verslag | Williams 31' | Wagener-stadion, Amsterdam Scheidsrechters: Magali Sergeant (BEL) Michael Dutrieux (BEL) |

| 8 juni 2024 11:00 |         |                            |                                                                                       |
| Spanje            | 0–2     | Argentinië                 | Estadio Betero, Valencia Scheidsrechters: Jonas van't Hek (NED) Pauline Cuypers (BEL) |
|                   | verslag | Falasco 29' Bruggesser 32' | Estadio Betero, Valencia Scheidsrechters: Jonas van't Hek (NED) Pauline Cuypers (BEL) |

| 8 juni 2024 13:30                                      |         |            |                                                                                          |
| Nederland                                              | 5–1     | Australië  | Wagener-stadion, Amsterdam Scheidsrechters: Ivona Makar (CRO) Sébastien Michielsen (BEL) |
| Veen 13' Van den Heuvel 21' Jansen 30', 41' Albers 48' | verslag | Arnott 11' | Wagener-stadion, Amsterdam Scheidsrechters: Ivona Makar (CRO) Sébastien Michielsen (BEL) |

| 11 juni 2024 17:30          |         |                       |                                                                                               |
| Nederland                   | 3–2     | Spanje                | Wagener-stadion, Amsterdam Scheidsrechters: Michael Dutrieux (BEL) Lukasz Zwierzchowski (POL) |
| Jansen 9', 51' De Waard 10' | verslag | Petchamé 21' Giné 52' | Wagener-stadion, Amsterdam Scheidsrechters: Michael Dutrieux (BEL) Lukasz Zwierzchowski (POL) |

| 12 juni 2024 17:30                                                                           |         |                         |                                                                                           |
| Nederland                                                                                    | 11–2    | Spanje                  | Wagener-stadion, Amsterdam Scheidsrechters: Lukasz Zwierzchowski (POL) Ben Goentgen (GER) |
| Van der Elst 2' Jansen 5', 17', 30', 31', 42' Veen 21' Matla 23' Fokke 25', 59' P. Dicke 49' | verslag | Álvarez 19' Barrios 21' | Wagener-stadion, Amsterdam Scheidsrechters: Lukasz Zwierzchowski (POL) Ben Goentgen (GER) |

| 14 juni 2025 11:00                        |         |                      | |
| Australië                                 | 3–2     | India                | Lee Valley Hockey and Tennis Centre, Londen Scheidsrechters: Rebecca Edwards (ENG) Gemma Calderón (ESP) |
| Schonell 16' Pickering 22' T. Stewart 35' | verslag | Deepika 44' Neha 52' | Lee Valley Hockey and Tennis Centre, Londen Scheidsrechters: Rebecca Edwards (ENG) Gemma Calderón (ESP) |

| 14 juni 2025 13:00                            |         |                         |                                                                                      |
| België                                        | 4–2     | Duitsland               | Wilrijkse Plein, Antwerpen Scheidsrechters: Paul Walker (ENG) Lorijn de Kraker (NED) |
| Vanden Borre 8', 13' Struijk 48' Schreurs 52' | verslag | Nolte 2' Hachenberg 13' | Wilrijkse Plein, Antwerpen Scheidsrechters: Paul Walker (ENG) Lorijn de Kraker (NED) |

| 14 juni 2024 13:30                      |         |         |                                                                                          |
| Nederland                               | 3–1     | China   | Wagener-stadion, Amsterdam Scheidsrechters: Ivona Makar (CRO) Sébastien Michielsen (BEL) |
| Moes 29' Van der Elst 35' Y. Jansen 35' | verslag | Tan 54' | Wagener-stadion, Amsterdam Scheidsrechters: Ivona Makar (CRO) Sébastien Michielsen (BEL) |

| 14 juni 2025 15:30 |         |                                | |
| Engeland           | 1–3     | Argentinië                     | Lee Valley Hockey and Tennis Centre, Londen Scheidsrechters: Kamilė Mockaitytė (LTU) Raphaël Adrien (GER) |
| Curtis 12'         | verslag | Gorzelany 9', 19' Jankunas 59' | Lee Valley Hockey and Tennis Centre, Londen Scheidsrechters: Kamilė Mockaitytė (LTU) Raphaël Adrien (GER) |

| 15 juni 2025 10:30 |         |                          | |
| India              | 1–2     | Australië                | Lee Valley Hockey and Tennis Centre, Londen Scheidsrechters: Rebecca Edwards (ENG) Clare Barwood (WAL) |
| Vaishnavi 3'       | verslag | Lawton 37' Pickering 60' | Lee Valley Hockey and Tennis Centre, Londen Scheidsrechters: Rebecca Edwards (ENG) Clare Barwood (WAL) |

| 15 juni 2025 13:00                                 |         |                                                  |                                                                                       |
| België                                             | 2–2     | Duitsland                                        | Wilrijkse Plein, Antwerpen Scheidsrechters: Federico Silva (ARG) Daniël Veerman (NED) |
| Puvrez 15' Bonami 30'                              | verslag | Nolte 41' Landshut 50'                           | Wilrijkse Plein, Antwerpen Scheidsrechters: Federico Silva (ARG) Daniël Veerman (NED) |
| Shoot-out                                          |         |                                                  | Wilrijkse Plein, Antwerpen Scheidsrechters: Federico Silva (ARG) Daniël Veerman (NED) |
| Verhees Ballenghien Rasir Englebert Breyne Verhees | 3–2     | Zimmermann Schwabe Strauss Frerichs Kurz Strauss | Wilrijkse Plein, Antwerpen Scheidsrechters: Federico Silva (ARG) Daniël Veerman (NED) |

| 15 juni 2024 13:30             |         |           |                                                                                     |
| Nederland                      | 3–1     | China     | Wagener-stadion, Amsterdam Scheidsrechters: Ivona Makar (CRO) Magali Sergeant (BEL) |
| Fokke 4' Matla 13' Sanders 42' | verslag | Zhang 11' | Wagener-stadion, Amsterdam Scheidsrechters: Ivona Makar (CRO) Magali Sergeant (BEL) |

| 15 juni 2025 15:00 |         |               | |
| Engeland           | 0–1     | Argentinië    | Lee Valley Hockey and Tennis Centre, Londen Scheidsrechters: Gemma Calderón (ESP) Kamilė Mockaitytė (LTU) |
|                    | verslag | Gorzelany 17' | Lee Valley Hockey and Tennis Centre, Londen Scheidsrechters: Gemma Calderón (ESP) Kamilė Mockaitytė (LTU) |

| 17 juni 2025 11:00 |         |           | |
| Engeland           | 1–0     | Australië | Lee Valley Hockey and Tennis Centre, Londen Scheidsrechters: Irene Presenqui (ARG) Kamilė Mockaitytė (LTU) |
| Manton 10'         | verslag |           | Lee Valley Hockey and Tennis Centre, Londen Scheidsrechters: Irene Presenqui (ARG) Kamilė Mockaitytė (LTU) |

| 17 juni 2025 15:30                  |         |             | |
| Argentinië                          | 4–1     | India       | Lee Valley Hockey and Tennis Centre, Londen Scheidsrechters: Alison Keogh (IRL) Clare Barwood (WAL) |
| Falasco 29' Gorzelany 40', 54', 59' | verslag | Deepika 30' | Lee Valley Hockey and Tennis Centre, Londen Scheidsrechters: Alison Keogh (IRL) Clare Barwood (WAL) |

| 17 juni 2025 18:00                                                       |         |        |                                                                                          |
| België                                                                   | 6–0     | Spanje | Wilrijkse Plein, Antwerpen Scheidsrechters: Aleisha Neumann (AUS) Lorijn de Kraker (NED) |
| Englebert 4' Vanden Borre 28', 29' Rasir 29' Hillewaert 51' Schreurs 55' | verslag |        | Wilrijkse Plein, Antwerpen Scheidsrechters: Aleisha Neumann (AUS) Lorijn de Kraker (NED) |

| 18 juni 2025 15:30                 |         |                                | |
| Argentinië                         | 2–2     | India                          | Lee Valley Hockey and Tennis Centre, Londen Scheidsrechters: Rebecca Edwards (ENG) Jonathan van Hoesslin (RSA) |
| Navneet 50' Deepika 56'            | verslag | Gorzelany 27', 37'             | Lee Valley Hockey and Tennis Centre, Londen Scheidsrechters: Rebecca Edwards (ENG) Jonathan van Hoesslin (RSA) |
| Shoot-out                          |         |                                | Lee Valley Hockey and Tennis Centre, Londen Scheidsrechters: Rebecca Edwards (ENG) Jonathan van Hoesslin (RSA) |
| Deepika Rutuja Lalremsiami Baljeet | 0–2     | Díaz Bruggesser Jankunas Cairó | Lee Valley Hockey and Tennis Centre, Londen Scheidsrechters: Rebecca Edwards (ENG) Jonathan van Hoesslin (RSA) |

| 18 juni 2025 17:45 |         |                                       | |
| Engeland           | 0–3     | Australië                             | Lee Valley Hockey and Tennis Centre, Londen Scheidsrechters: Alison Keogh (IRL) Irene Presenqui (ARG) |
|                    | verslag | J. Smith 26' G. Stewart 44' Hayes 50' | Lee Valley Hockey and Tennis Centre, Londen Scheidsrechters: Alison Keogh (IRL) Irene Presenqui (ARG) |

| 18 juni 2025 18:00 |         |             |                                                                                     |
| België             | 0–1     | Spanje      | Wilrijkse Plein, Antwerpen Scheidsrechters: Ahmed El-Sayed (EGY) Tim Meissner (GER) |
|                    | verslag | Álvarez 14' | Wilrijkse Plein, Antwerpen Scheidsrechters: Ahmed El-Sayed (EGY) Tim Meissner (GER) |

| 21 juni 2025 13:00 |         |            | |
| Engeland           | 0–1     | Spanje     | Lee Valley Hockey and Tennis Centre, Londen Scheidsrechters: Jonathan van Hoesslin (RSA) Kamilė Mockaitytė (LTU) |
|                    | verslag | Mejías 51' | Lee Valley Hockey and Tennis Centre, Londen Scheidsrechters: Jonathan van Hoesslin (RSA) Kamilė Mockaitytė (LTU) |

| 21 juni 2025 13:00                                         |         |            |                                                                                          |
| België                                                     | 5–1     | India      | Wilrijkse Plein, Antwerpen Scheidsrechters: Harry Collinson (ENG) Lorijn de Kraker (NED) |
| Brasseur 37', 55' Breyne 41' Ballenghien 54' Englebert 58' | verslag | Deepika 6' | Wilrijkse Plein, Antwerpen Scheidsrechters: Harry Collinson (ENG) Lorijn de Kraker (NED) |

| 21 juni 2025 14:00                 |         |            |                                                                                              |
| Argentinië                         | 3–1     | China      | Ernst Reuter Sportfeld, Berlijn Scheidsrechters: Kristy Robertson (AUS) Ayanna McClean (TTO) |
| Ortiz 10' Falasco 18' Jankunas 58' | verslag | Chen Yi 2' | Ernst Reuter Sportfeld, Berlijn Scheidsrechters: Kristy Robertson (AUS) Ayanna McClean (TTO) |

| 21 juni 2025 16:30                              |         |           |                                                                                         |
| Duitsland                                       | 4–0     | Australië | Ernst Reuter Sportfeld, Berlijn Scheidsrechters: Hannah Harrison (ENG) Emi Yamada (JPN) |
| Strauss 6' Krings 32' Schwabe 35' Fleschütz 48' | verslag |           | Ernst Reuter Sportfeld, Berlijn Scheidsrechters: Hannah Harrison (ENG) Emi Yamada (JPN) |

| 22 juni 2025 12:00                    |         |                | |
| Engeland                              | 4–1     | Spanje         | Lee Valley Hockey and Tennis Centre, Londen Scheidsrechters: Irene Presenqui (ARG) Clare Barwood (WAL) |
| Axford 3', 38' Gardens 43' Petter 59' | verslag | P. Jiménez 14' | Lee Valley Hockey and Tennis Centre, Londen Scheidsrechters: Irene Presenqui (ARG) Clare Barwood (WAL) |

| 22 juni 2025 13:00             |         |       |                                                                                       |
| België                         | 2–0     | India | Wilrijkse Plein, Antwerpen Scheidsrechters: Ahmed El-Sayed (EGY) Federico Silva (ARG) |
| Ballenghien 40' Hillewaert 34' | verslag |       | Wilrijkse Plein, Antwerpen Scheidsrechters: Ahmed El-Sayed (EGY) Federico Silva (ARG) |

| 22 juni 2025 14:00              |         |                                                     |                                                                                            |
| Duitsland                       | 3–4     | Australië                                           | Ernst Reuter Sportfeld, Berlijn Scheidsrechters: Paul van den Asuum (NED) Emi Yamada (JPN) |
| Strauss 3' Wanner 27' Nolte 27' | verslag | Schonell 29' Hayes 33' G. Stewart 43' Pickering 45' | Ernst Reuter Sportfeld, Berlijn Scheidsrechters: Paul van den Asuum (NED) Emi Yamada (JPN) |

| 22 juni 2025 16:30 |         |             |                                                                                               |
| China              | 2–1     | Argentinië  | Ernst Reuter Sportfeld, Berlijn Scheidsrechters: Hannah Harrison (ENG) Kristy Robertson (AUS) |
| Deng 3' Ma 25'     | verslag | Granatto 1' | Ernst Reuter Sportfeld, Berlijn Scheidsrechters: Hannah Harrison (ENG) Kristy Robertson (AUS) |

| 24 juni 2025 17:00            |         |                              |                                                                                        |
| Duitsland                     | 2–3     | China                        | Ernst Reuter Sportfeld, Berlijn Scheidsrechters: Ayanna McClean (TTO) Emi Yamada (JPN) |
| Hachenberg 10' Stoffelsma 30' | verslag | Huang 25' Dan 39' Tan J. 57' | Ernst Reuter Sportfeld, Berlijn Scheidsrechters: Ayanna McClean (TTO) Emi Yamada (JPN) |

| 25 juni 2025 17:00            |         |          |                                                                                               |
| Duitsland                     | 2–1     | China    | Ernst Reuter Sportfeld, Berlijn Scheidsrechters: Hannah Harrison (ENG) Kristy Robertson (AUS) |
| Wiedermann 23' Zimmermann 49' | verslag | Zeng 36' | Ernst Reuter Sportfeld, Berlijn Scheidsrechters: Hannah Harrison (ENG) Kristy Robertson (AUS) |

| 28 juni 2025 12:30               |         |       |                                                                                          |
| China                            | 3–0     | India | Ernst Reuter Sportfeld, Berlijn Scheidsrechters: Hideki Kinoshita (JPN) Emi Yamada (JPN) |
| Chen Ya. 21' Zhang Y. 26' Yu 45' | verslag |       | Ernst Reuter Sportfeld, Berlijn Scheidsrechters: Hideki Kinoshita (JPN) Emi Yamada (JPN) |

| 28 juni 2025 15:30 |         |                             |                                                                                 |
| België             | 0–2     | Nederland                   | Wilrijkse Plein, Antwerpen Scheidsrechters: Ben Göntgen (GER) Ivona Makar (CRO) |
|                    | verslag | Jansen 30' Van der Elst 42' | Wilrijkse Plein, Antwerpen Scheidsrechters: Ben Göntgen (GER) Ivona Makar (CRO) |

| 28 juni 2025 16:30 |         |          |                                                                                             |
| Duitsland          | 0–1     | Engeland | Ernst Reuter Sportfeld, Berlijn Scheidsrechters: Ayanna McClean (TTO) Magali Sergeant (BEL) |
|                    | verslag | Neal 6'  | Ernst Reuter Sportfeld, Berlijn Scheidsrechters: Ayanna McClean (TTO) Magali Sergeant (BEL) |

| 29 juni 2025 11:00                 |         |                    |                                                                                              |
| Duitsland                          | 4–2     | Engeland           | Ernst Reuter Sportfeld, Berlijn Scheidsrechters: Kristy Robertson (AUS) Ayanna McClean (TTO) |
| Kurz 2', 59' Strauss 39' Nolte 47' | verslag | Axford 9' Hunt 13' | Ernst Reuter Sportfeld, Berlijn Scheidsrechters: Kristy Robertson (AUS) Ayanna McClean (TTO) |

| 29 juni 2025 15:30                 |         |                     |                                                                                         |
| België                             | 2–2     | Nederland           | Wilrijkse Plein, Antwerpen Scheidsrechters: Ole Ingwersen (GER) Kamilė Mockaitytė (LTU) |
| Marien 41', 59'                    | verslag | Matla 2' Jansen 60' | Wilrijkse Plein, Antwerpen Scheidsrechters: Ole Ingwersen (GER) Kamilė Mockaitytė (LTU) |
| Shoot-out                          |         |                     | Wilrijkse Plein, Antwerpen Scheidsrechters: Ole Ingwersen (GER) Kamilė Mockaitytė (LTU) |
| Gerniers Hillewaert Schreurs Rasir | 0–2     | Moes De Waard Matla | Wilrijkse Plein, Antwerpen Scheidsrechters: Ole Ingwersen (GER) Kamilė Mockaitytė (LTU) |

| 29 juni 2025 16:30     |         |                               |                                                                                         |
| India                  | 2–3     | China                         | Ernst Reuter Sportfeld, Berlijn Scheidsrechters: Magali Sergeant (BEL) Emi Yamada (JPN) |
| Sunelita 9' Rutuja 38' | verslag | Zhang Y. 19', 30' Xu W.Y. 53' | Ernst Reuter Sportfeld, Berlijn Scheidsrechters: Magali Sergeant (BEL) Emi Yamada (JPN) |